# Glenognatha foxi
Glenognatha foxi är en spindelart som först beskrevs av Henry Christopher McCook 1894.  Glenognatha foxi ingår i släktet Glenognatha och familjen käkspindlar. Inga underarter finns listade i Catalogue of Life.